# Carin Kjellman (musikalbum)
Carin Kjellman är ett musikalbum av Carin Kjellman från 1985. 
Medverkande musiker är Micke Jahn, gitarr, Pelle Alsing, trummor, Clarence Öfwerman, klaviatur, och Tommy Cassemar, bas. Albumet inspelades och mixades av Dag Lundquist i Mistlur Studio i januari–februari 1985 och utgavs av skivbolaget Amalthea (AM 47).

## Låtlista

### Sida A
1. Cirklar
2. Ebb och flod
3. Jag ångrar mig (How I wanted to)
4. Utan att se
5. Spirit of S:t Louis

### Sida B
1. Stadens ljus
2. Håll fast i rodret (It’s just the motion)
3. Vintervindar (Winter winds)
4. Sång till Mona
5. Solo (solo)